# Костянтинівська волость (Черкаський повіт)
Костянтинівська волость — адміністративно-територіальна одиниця Черкаського повіту Київської губернії з центром у селі Костянтинівка.

## Опис
Поселення волості на 1861 рік:
- c. Костянтинівка
- д. Будьки
- х. Миколаївка

## Старшини
- 1861 — Олексій Хоменко[2]